# (52457) Enquist
(52457) Enquist est un astéroïde de la ceinture principale.

## Description
(52457) Enquist est un astéroïde de la ceinture principale. Il fut découvert le 2 janvier 1995 à Caussols par Eric Walter Elst. Il présente une orbite caractérisée par un demi-grand axe de 2,57 UA, une excentricité de 0,23 et une inclinaison de 5,7° par rapport à l'écliptique.

## Compléments